# ArenaBall Philippines 2014-2015
La ArenaBall Philippines 2014-2015 è stata la 5ª edizione del campionato filippino di football americano di primo livello, organizzato dalla ATFFP.

## Squadre partecipanti
| Club                 | Città    | Stadio | Sponsor ufficiale | Risultato nella stagione 2013 |
| -------------------- | -------- | ------ | ----------------- | ----------------------------- |
| Makati Rebels        | Makati   |        |                   |                               |
| Manila Knights       | Manila   |        |                   |                               |
| Manila Wolves        | Manila   |        |                   |                               |
| Manila Vanguards     | Manila   |        |                   |                               |
| Manila Bandits       | Manila   |        |                   |                               |
| San Juan Juggernauts | San Juan |        |                   |                               |

## Stagione regolare

### Calendario

#### 1ª giornata
| 4 ottobre 2014, ore 12:00 | Manila Wolves | 16 – 8 | Manila Bandits |  |

| 4 ottobre 2014, ore 14:00 | San Juan Juggernauts | 20 – 0 | Manila Knights |  |

#### 2ª giornata
| 11 ottobre 2014, ore 12:00 | Makati Rebels | 27 – 8 | San Juan Juggernauts |  |

| 11 ottobre 2014, ore 14:00 | Manila Bandits | 52 – 8 | Manila Vanguards |  |

| 11 ottobre 2014, ore 16:00 | Manila Wolves | 63 – 0 | Manila Knights |  |

#### 3ª giornata
| 25 ottobre 2014, ore 12:00 | Manila Knights | 32 – 8 | Manila Vanguards |  |

| 25 ottobre 2014, ore 14:00 | Manila Wolves | 34 – 0 | San Juan Juggernauts |  |

| 25 ottobre 2014, ore 16:00 | Manila Bandits | 30 – 8 | Makati Rebels |  |

#### 4ª giornata
| 8 novembre 2014, ore 12:00 | Manila Wolves | 65 – 0 | Manila Vanguards |  |

| 8 novembre 2014, ore 14:00 | Makati Rebels | 29 – 0 | Manila Knights |  |

| 8 novembre 2014, ore 16:00 | Manila Bandits | 22 – 2 | San Juan Juggernauts |  |

#### 5ª giornata
| 15 novembre 2014 | Manila Bandits | 50 – 2 | Manila Knights |  |

| 15 novembre 2014 | San Juan Juggernauts | 34 – 0 | Manila Vanguards |  |

| 15 novembre 2014 | Manila Wolves | 38 – 0 | Makati Rebels |  |

#### Recuperi 1
| 22 novembre 2014 | Makati Rebels | v – p | Manila Vanguards |  |

#### 6ª giornata
| 29 novembre 2014 | Manila Bandits | p – v | Manila Wolves |  |

| 29 novembre 2014 | Manila Knights | v – p | Manila Vanguards |  |

| 29 novembre 2014 | Makati Rebels | p – v | San Juan Juggernauts |  |

#### 7ª giornata
| 6 dicembre 2014 | San Juan Juggernauts | – | Manila Knights |  |

| 6 dicembre 2014 | Manila Bandits | – | Manila Vanguards |  |

| 6 dicembre 2014 | Makati Rebels | – | Manila Wolves |  |

#### 8ª giornata
| 13 dicembre 2014 | Manila Wolves | – | San Juan Juggernauts |  |

| 13 dicembre 2014 | Manila Vanguards | – | Makati Rebels |  |

| 13 dicembre 2014 | Manila Bandits | – | Manila Knights |  |

### Classifica
Aggiornata alla sesta giornata per il conteggio delle vittorie e alla quinta per i punteggi.

La classifica della regular season è la seguente:
- PCT = percentuale di vittorie, G = partite giocate, V = partite vinte,  P = partite perse, PF = punti fatti, PS = punti subiti

| Pos. | Squadra              | PCT   | G | V | N | P | PF  | PS  |
| ---- | -------------------- | ----- | - | - | - | - | --- | --- |
| 1    | Manila Wolves        | 1.000 | 6 | 6 | 0 | 0 | 206 | 8   |
| 2    | Manila Bandits       | .667  | 6 | 4 | 0 | 2 | 162 | 36  |
| 3    | Makati Rebels        | .500  | 6 | 3 | 0 | 3 | 64  | 66  |
| 4    | San Juan Juggernauts | .500  | 6 | 3 | 0 | 3 | 64  | 83  |
| 5    | Manila Knights       | .333  | 6 | 2 | 0 | 4 | 34  | 170 |
| 6    | Manila Vanguards     | .000  | 6 | 0 | 0 | 6 | 16  | 184 |

## ArenaBowl V
| 1º febbraio 2015 | Manila Wolves | 16 – 0 | Manila Bandits |  |

## Verdetti
- Manila Wolves Campioni della Filippine 2014-2015